# Ollie Johnston

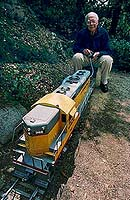
Ollie Johnston

Oliver Martin "Ollie" Johnston, Jr. (Palo Alto, Californië, 31 oktober 1912 – Washington, 14 april 2008) was een Amerikaans animator. Hij was het laatste nog levende lid van Disney's Nine Old Men.

## Biografie
Ollie Johnston studeerde aan de kunstafdeling van Stanford University. Hier ontmoette hij in 1931 medestudent Frank Thomas, met wie hij voor het leven bevriend zou blijven. Na Stanford gingen ze samen studeren aan Chouinard's Art Institute, waar ze les in tekenen en ontwerpen kregen van de bekende illustrator Pruett Carter.
Op 21 januari 1935 trad Johnston in dienst bij Walt Disney, een paar maanden na Thomas. Beide heren werkten 43 jaar voor de animatieafdeling van de Disney Studio's, tot hun pensioen op 31 januari 1978. In die jaren werkten ze zich op tot topanimators, animatieregisseurs en story men. Films waaraan beide heren meewerkten waren onder andere Sneeuwwitje en de zeven dwergen (1937), Bambi (1942) en The Jungle Book (1967). Voor Bambi was Johnston onder andere verantwoordelijk voor de scène waarin Bambi's moeder wordt neergeschoten. De laatste film die ze voor hun pensioen afrondde was De Reddertjes uit 1977. In 1981 keerden ze tijdelijk terug om hun medewerking te verlenen aan Frank en Frey.
Na hun pensioen schreven Thomas en Johnston een vijftal boeken over animatiefilms. De eerste, The Illusion of Life, werd na vijf jaar werk in 1981 gepubliceerd. The Illusion of Life, een meer dan vijfhonderd pagina's tellend boek over het maken van animatiefilms in de stijl van Disney, wordt tegenwoordig beschouwd als een van de beste boeken over animatie.

### Privé
Ollie Johnston trouwde in 1943 met Marie E. Worthey, die bij Disney werkte op de afdeling inkt en verf. Samen kregen ze twee zoons, Rick (1949) en Ken (1951). Marie Johnston stierf op 20 mei 2005.
Johnstons grootste hobby was stoomtreinen. Zijn achtertuin bevatte enkele met de hand gebouwde modelspoorbanen. In 1965 kocht hij een smalspoor Porter stoomlocomotief op ware grootte, die hij de naam "Marie E." gaf. Hij werkte twee jaar aan de restauratie.
Met de dood van Frank Thomas in 2004 was Johnston de laatst nog levende van de Nine Old Men. Johnston stierf een natuurlijke dood op maandag 14 april 2008 in een ziekenhuis in de staat Washington. Hij is 95 jaar oud geworden.

## Waardering
In 1989 werd Johnston samen met de andere Old Men en Ub Iwerks benoemd tot Disney Legend, een onderscheiding voor mensen die een buitengewone bijdrage hebben geleverd aan de Walt Disney Company. In 2005 ontving hij de National Medal of Arts, de hoogste artistieke onderscheiding in de Verenigde Staten, uit de handen van president Bush.
In 1995 verscheen een documentaire over de vriendschap van Ollie Johnston en Frank Thomas en hun invloed op de animatiefilm, Frank and Ollie, geregisseerd door Franks zoon Theodore Thomas.
Andere animators hebben eveneens in hun werk odes gebracht aan Johnston. Rufus, de kat uit De Reddertjes, is een karikatuur van hem. John Lasseter, de oprichter van Pixar, gaf Johnston een cameo in de film The Incredibles (2004).

## Boeken
- Disney Animation: The Illusion of Life (1981)
- Too Funny for Words: Disney's Greatest Sight Gags (1987)
- Bambi: The Story and the Film (1990)
- Jungle Book Portfolio (1992)
- The Disney Villain (1993)